# Matthew Mitcham
Matthew Mitcham  (ur. 2 marca 1988 w Brisbane, w stanie Queensland) – australijski skoczek do wody i olimpijczyk. Zdobywca złotego medalu na Igrzyskach Olimpijskich w Pekinie.
W 2008 roku zdobył złoty medal na zawodach Diving Grand Prix w Fort Lauderdale. W tym samym roku brał także udział w skokach z platformy 10-metrowej oraz 3-metrowej trampoliny na Igrzyskach Olimpijskich w Pekinie, zdobywając złoty medal olimpijski w skokach z platformy 10-metrowej (z wynikiem 112.10 punktów w ostatnim skoku).
Jego trenerem jest Chava Sobrino.
Jest uznawany za pierwszego otwartego australijskiego geja uczestniczącego w Olimpiadzie (przed nim był jeszcze jeden olimpijczyk Ji Wallace, ale swoją orientację seksualną ujawnił dopiero po udziale w igrzyskach).